# Hrîniv, Pustomîtî
Hrîniv (în ucraineană Гринів) este un sat în comuna Zvenîhorod din raionul Pustomîtî, regiunea Liov, Ucraina.

## Demografie
Componența lingvistică a localității Hrîniv
     Ucraineană (99,25%)
     Alte limbi (0,5%)
Conform recensământului din 2001, majoritatea populației localității Hrîniv era vorbitoare de ucraineană (99,25%), existând în minoritate și vorbitori de alte limbi.